# Eventide
Eventide Inc. (également connue auparavant sous le nom de Eventide Clock Works Inc.) est une société américaine spécialisée dans l'audio professionnel, la diffusion et les communications, dont la division audio fabrique des processeurs d'effets numériques, des logiciels de traitement du signal numérique et des pédales d'effets pour guitare. Eventide a été l'une des premières entreprises à fabriquer des processeurs audio numériques, et ses produits sont des piliers des studios d'enregistrement et de reproduction sonore, de postproduction et de diffusion.

## Histoire
Eventide est fondée par l'ingénieur du son Stephen Katz, l'inventeur Richard Factor et l'homme d'affaires et avocat Orville Greene. L'entreprise est créée dans le sous-sol du Sound Exchange, un studio d'enregistrement situé au 265 West 54th Street à New York et appartenant à Greene. Lorsque Katz eut besoin de rembobiner la bande analogique jusqu'à un point précis de leur enregistreur multi-piste Ampex MM1000, mais que l'espace limité du studio ne permettait pas d'installer un opérateur de bande (une personne qui ferait fonctionner le magnétophone au nom de l'ingénieur du son), Katz demande à Factor de construire un gadget qui ferait le travail, et l'appareil qui en résulte devient un succès pour Ampex en tant que fabricant d'équipement d'origine. Parmi les autres premiers produits, citons un retardateur de deux secondes pour la recherche téléphonique et un déflecteur électrostatique pour la distribution de quantités nanolitres de réactifs chimiques.
La gamme originale d'Eventide se composait de deux produits : l'Instant Phaser (résultat d'une apparition à l'Audio Engineering Society Show et première réponse d'Eventide au flanger à bande), et ce qui allait devenir le 1745 Digital Delay Line (résultat d'une commande importante de Maryland Public Broadcasting et premier appareil audio numérique profesionnel au monde).